# سارا مارتینز
سارا مارتینز (انگلیسی: Sara Martins؛ زادهٔ ۱۹ اوت ۱۹۷۷) بازیگر سینما، تئاتر و تلویزیون  کیپ وردی‌تبار اهل فرانسه-پرتغال است. وی از سال ۲۰۰۰ میلادی تاکنون مشغول فعالیت بوده‌است.
از فیلم‌ها یا برنامه‌های تلویزیونی که وی در آن نقش داشته‌است، می‌توان به به هیچ‌کس نگو، پاریس، دوستت دارم، کنسرت، دروغ‌های مصلحتی کوچک، مرگ در بهشت، دوست‌دخترها و ساعات تابستانی اشاره کرد.